# 이소트레티노인
이소트레티노인(isotretinoin, INN, 13-cis-retinoic acid)은 주로 여드름을 치료하기 위해 사용되는 구강 의약품이다. 편평세포암종과 같은 특정 피부암을 예방하기 위해서, 또 기타 암의 치료를 위해 드물게 사용되기도 한다. 치명적인 피부 질환의 하나인 할리퀸 어린선, 그리고 층판비늘증을 치료하기 위해 사용된다. 비타민 A와 관련되는 레티노이드로서, 적은 양이지만 체내에서 자연적으로 발견된다. 이것의 이성질체 트레티노인 또한 여드름약이다.
이소트레티노인은 호프만 라 로슈에 의해 Accutane라는 이름으로 처음 출시되었다. 그 밖의 브랜드로는 Roaccutane, Amnesteem(밀란), Claravis(테바), Absorica(란박시), 이소트로인(시플라), Epuris(Cipher)가 있다.

## 역사
13-cis 레티노산 화합물은 피부암을 위한 치료책으로서 1960년대에 스위스의 Roche 연구소에서 Werner Bollag의해 처음 연구되었다. 1971년 완료된 실험은 이 화합물이 암에는 비효율적일 가능성이 있으며, 놀랍게도 여드름을 치료하는데 유용할 수 있다는 것을 보여주었다. 그러나 이 화합물은 선천성 결함을 유발시킬 가능성이 있다는 것 또한 보여주었기 때문에 탈리도마이드 관련 상황들을 고려하여 Roche는 이 제품을 폐기하였다. 1975년 Gary Peck과 Frank Yoder는 독자적으로 층판비늘증 치료로 이 약물을 연구하다가 낭포 여드름 치료법으로서 이 약의 이용을 재발견하면서 논문을 게재하였다. Roche는 이 약에 대한 작업을 재개하였고 임상시험에서 임신한 적이 있는, 또는 임신 가능성이 있는 여성을 조심스럽게 배제하였다. 여드름 치료를 위한 Roche의 이소트레티노인에 대한 신약승인신청에는 이 약물이 토끼에 선천성 결함을 일으켰던 것을 보여주는 자료를 포함하였다. FDA는 1982년 이러한 신약승인신청을 승인하였다.

## 같이 보기
- 에트리티네이트